# Caminho de Milagres (canção)
"Caminho de Milagres" é uma canção gravada pela cantora brasileira Aline Barros, registrada no álbum homônimo, lançado em 2007. Foi escrita por Aline em parceria com Davi Sacer, Luiz Arcanjo e Ronald Fonseca, integrantes da banda Trazendo a Arca.
A canção foi regravada pela cantora no DVD Aline Barros no Maracanãzinho: Caminho de Milagres, gravado e lançado em 2009, e no mesmo ano foi indicada a música do ano no Troféu Talento. Em 2009, o Trazendo a Arca regravou a faixa para o álbum Pra Tocar no Manto.

## Composição
Davi Sacer e Luiz Arcanjo contaram, em diferentes ocasiões, que "Caminho de Milagres" foi escrita em 2006. Na época, os músicos ainda faziam parte da igreja Ministério Apascentar de Nova Iguaçu e eram integrantes do grupo Toque no Altar. A banda vinha do sucesso do álbum Olha pra Mim, a ponto de Luiz Arcanjo e o baixista Deco Rodrigues assinarem várias composições para outros músicos evangélicos, entre eles Fernanda Brum.
Nesta época, Aline Barros, juntamente com o seu marido Gilmar Santos, visitou os integrantes no estúdio da banda em Nova Iguaçu e os convidou para um almoço em sua casa, e pediu a eles por uma composição conjunta. Barros sugeriu o tema baseado em uma pregação que tinha ouvido sobre "caminho de milagres". Durante a visita dos músicos na casa de Aline, Ronald Fonseca se sentou no piano e começou a tocar a melodia que constituiria a música. Junto com Sacer e Arcanjo, a música foi completada mais tarde.
Antes de apresentar a música completa para Aline, o Toque no Altar a cantou dentro da igreja. A recepção favorável dos membros deu-lhes segurança para que permitissem Aline Barros gravar "Caminho de Milagres". A faixa acabou se tornando a faixa-título do álbum Caminho de Milagres, lançado em 2007.

## Regravações
Após ceder a canção para Aline Barros, o Toque no Altar passou por uma cisão e seus principais integrantes fundaram a banda Trazendo a Arca. O grupo decidiu regravar algumas canções cedidas para outros músicos, como "Na Corte do Egito" (gravada por Fernanda Brum)  e "Sobre as Águas" (interpretada por Soraya Moraes), e "Caminho de Milagres" também entrou no repertório do álbum que se tornaria Marca da Promessa. Mas a banda decidiu não utilizar a canção no disco e sua gravação vazou na internet.
Em 2009, o Trazendo a Arca fez uma nova gravação da música durante as sessões do álbum Pra Tocar no Manto, com algumas diferenças em relação a versão de Marca da Promessa. Nela, o baterista André Mattos ganha maior destaque na primeira interpretação do refrão, e o arranjo de cordas originalmente pensado na versão de 2007 foi atenuado. "Caminho de Milagres", em ambas gravações, foi um dueto de Davi e Verônica Sacer. A regravação feita pelo Trazendo a Arca recebeu elogios da crítica especializada.
Em 2020, a faixa foi novamente regravada pelo Trazendo a Arca juntamente com o ex-vocalista Davi Sacer para o álbum O Encontro. A gravação de 2020 foi inédita por ter Luiz Arcanjo como principal intérprete de metade da canção, e por trazer o arranjo de base da versão que faria parte do álbum Marca da Promessa.

## Prêmios e indicações
| Premiação      | Categoria     | Resultado | ref   |
| -------------- | ------------- | --------- | ----- |
| Troféu Talento | Música do ano | Indicado  | [ 2 ] |

## Ficha técnica

### Versão de Aline Barros
Créditos adaptados do encarte de Caminho de Milagres:
- Aline Barros – vocais
- Rogério Vieira – teclado, produção musical e arranjos
- Rogério dy Castro – baixo
- Sérgio Knust – guitarra
- Márcio Horsth – bateria
- Josy Bonfim – vocal de apoio
- Joelma Bonfim – vocal de apoio
- Jairo Bonfim – vocal de apoio
- Janeh Magalhães – vocal de apoio
- Fael Magalhães – vocal de apoio

Equipe técnica
- Edinho Cruz – técnico de gravação, mixagem e masterização

### Versão de Trazendo a Arca
Créditos adaptados do encarte de Pra Tocar no Manto:
Banda
- Davi Sacer – vocais
- Verônica Sacer – vocais
- Luiz Arcanjo – vocal de apoio
- Ronald Fonseca – pianos, teclado, arranjos e produção musical
- André Mattos – bateria
- Isaac Ramos – guitarra e violão
- Deco Rodrigues – baixo

Músicos convidados
- Wagner Derek – arranjo de cordas
- Gabriel Marin – viola e taboadas
- Alceu Reis – violoncelo
- Ricardo Amado – violino
- Carlos Mendes – violino
- Adonhiran Reis – violino
- Erasmo Fernandes – violino
- Rafael Novarine – vocal de apoio
- Alice Avlis – vocal de apoio
- Rafael Brito – vocal de apoio

Equipe técnica
- Jamba – mixagem e técnico de estúdio
- Áureo Marquezine – técnico de estúdio
- Tiago Marques – técnico de estúdio
- Samuel Júnior – técnico de estúdio
- Toney Fontes – masterização